# Kammerwahl 1954
- KPL: 3
- LSAP: 17
- DP: 6
- CSV: 26

Die Kammerwahl 1954 zur Bestimmung der Mitglieder der luxemburgischen Abgeordnetenkammer fand am 30. Mai 1954 statt.

## Ausgangslage, Wahlperiode
Seit 1951 bestand eine CSV/LSAP-Koalition. Im Dezember 1953 wurde Joseph Bech (CSV), der bereits von 1926 bis 1937 Premierminister war, erneut Premier anstelle des verstorbenen Pierre Dupong.
Bis 1956 sah die Verfassung eine sechsjährige Wahlperiode und dreijährliche Halberneuerung vor. Daher wurde bei der Kammerwahl 1948 nur in den Wahlbezirken Süden und Osten und bei der Kammerwahl 1951 nur in den Wahlbezirken Zentrum und Norden gewählt. 1954 beschloss die Abgeordnetenkammer, einige Verfassungsartikel einer Revision zu unterziehen, was von Rechtswegen die Auflösung der Kammer und eine Neuwahl im ganzen Land zur Folge hatte. Durch verfassungsänderndes Gesetz vom 27. Juli 1956 wurde die Halberneuerung der Kammer abgeschafft, die Wahlperiode auf fünf Jahre verkürzt und als Übergangsbestimmung der Ablauf der Wahlperiode der 1954 gewählten Abgeordneten auf 1959 festgelegt. Somit findet seit 1954 bei jeder Wahl eine Gesamterneuerung der Abgeordnetenkammer statt.

## Wahlrecht
Die Sitze werden innerhalb von vier Wahlkreisen proportional nach dem D’Hondt-Verfahren verteilt.

## Ergebnis
Jeder Wähler hatte so viele Stimmen, wie im Wahlbezirk Abgeordnete zu wählen waren. Die Ergebnisse der einzelnen Wahlbezirke:
|                            | Wahlbezirk Süden | Wahlbezirk Süden | Wahlbezirk Süden | Wahlbezirk Osten | Wahlbezirk Osten | Wahlbezirk Osten | Wahlbezirk Zentrum | Wahlbezirk Zentrum | Wahlbezirk Zentrum | Wahlbezirk Norden | Wahlbezirk Norden | Wahlbezirk Norden | Luxemburg insgesamt | Luxemburg insgesamt | Luxemburg insgesamt | Luxemburg insgesamt |
| Anzahl                     | %                | Sitze            | Anzahl           | %                | Sitze            | Anzahl           | %                  | Sitze              | Anzahl             | %                 | Sitze             | Anzahl            | % unge- wichtet     | % ge- wichtet *     | Sitze               |                     |
| -------------------------- | ---------------- | ---------------- | ---------------- | ---------------- | ---------------- | ---------------- | ------------------ | ------------------ | ------------------ | ----------------- | ----------------- | ----------------- | ------------------- | ------------------- | ------------------- | ------------------- |
| Wahlberechtigte            |                  |                  |                  |                  |                  |                  |                    |                    |                    |                   |                   |                   | 183.590             |                     |                     |                     |
| Wähler                     | 64.160           |                  |                  | 20.523           |                  |                  | 53.675             |                    |                    | 31.734            |                   |                   | 170.092             | 92,65               |                     |                     |
| Gültige Stimmzettel        | 61.136           | 95,3             |                  | 19.480           | 94,9             |                  | 50.914             | 94,9               |                    | 30.506            | 96,1              |                   | 162.036             | 95,26               |                     |                     |
| Gültige Stimmen            | 1.177.081        |                  |                  | 112.437          |                  |                  | 787.349            |                    |                    | 291.650           |                   |                   | 2.368.517           |                     |                     |                     |
| Sitze insgesamt            |                  |                  | 20               |                  |                  | 6                |                    |                    | 16                 |                   |                   | 10                |                     |                     |                     | 52                  |
|                            |                  |                  |                  |                  |                  |                  |                    |                    |                    |                   |                   |                   |                     |                     |                     |                     |
| CSV                        | 430.297          | 36,6             | 8                | 62.987           | 56,0             | 4                | 333.085            | 42,3               | 7                  | 177.087           | 60,7              | 7                 | 1.003.456           | 42,37               | 45,23               | 26                  |
| LSAP                       | 470.845          | 40,0             | 8                | 23.077           | 20,5             | 1                | 265.337            | 33,7               | 6                  | 72.577            | 24,9              | 2                 | 831.836             | 35,12               | 32,85               | 17                  |
| Groupement Démocratique    | 56.214           | 4,8              | 1                | 24.529           | 21,8             | 1                | 137.158            | 17,4               | 3                  | 37.621            | 12,9              | 1                 | 255.522             | 10,79               | 12,33               | 6                   |
| KPL                        | 177.747          | 15,1             | 3                | 1.844            | 1,6              |                  | 27.165             | 3,5                |                    | 4.365             | 1,5               |                   | 211.121             | 8,91                | 7,26                | 3                   |
| Parti des Classes Moyennes | 41.978           | 3,6              |                  |                  |                  |                  | 24.604             | 3,1                |                    |                   |                   |                   | 66.582              | 2,81                | 2,33                |                     |

Die CSV erreichte die Hälfte der Sitze und damit ihr bestes jemals erzieltes Ergebnis, während alle anderen Parteien im Parlament ein bis zwei Sitze verloren.
Die CSV/LSAP-Koalition wurde fortgesetzt. Premierminister blieb Joseph Bech, der 1958 von Pierre Frieden abgelöst wurde.